# Det målade huset
Det målade huset (originaltitel A Painted House) är en bok av John Grisham från 2001.

## Handling
Bokens jag är 7-årige Luke Chandler, en farmarson i 1950-talets Arkansas, USA som bor med sina föräldrar och farföräldrar i ett omålat hus. Vi får följa Lukes vardag där han samman med sin familj ska skörda bomullen, ett arbete så hårt att man tar mexikaner och "hillbillies", bergsbor, till hjälp.
Även om det förekommer ett brott i boken har den en påtagligt dokumentär stil, speciellt i de inledande avsnitten, och beskriver det amerikanska bondesamhället och livet i en småstad med allt vad det innebär.